# Initiation (Transkription)
Die Initiation ist in der Molekularbiologie der erste Schritt der Transkription, bei der eine DNA-abhängige RNA-Polymerase eine RNA synthetisiert (erstellt), deren Sequenz (Nukleotid-Abfolge) durch die DNA vorgeschrieben ist.
Der Mechanismus der Initiation der Transkription ist bei Eukaryoten, Bakterien und Archaeen jeweils unterschiedlich.

## Bei Prokaryoten
Bei Prokaryoten läuft die Initiation folgendermaßen ab:
Ein Protein, der so genannte Sigma-Faktor, bindet an die Pribnow-Box des Promotors und erhöht damit drastisch die Bindungswahrscheinlichkeit der Polymerase an dieser Stelle. Nun wird unter Einbau von Nukleotiden die Elongation gestartet, wobei der Sigma-Faktor abgespalten wird.

## Bei Eukaryoten
Bei Eukaryoten dagegen ist ein Initiationskomplex für den Transkriptionsstart notwendig, der an den Kernpromotor bindet.

### Präinitiationskomplex
Zuerst bindet der so genannte TFIID an die DNA, wobei TF für Transkriptionsfaktor, II für Polymerase II steht und D den Faktor selbst benennt. TFIID besteht aus zwei Komponenten: a) das TATA-Binde-Protein (TBP), welches die TATA-Box erkennt und daran bindet, sowie b) TBP-assoziierte Faktoren, viele kleine Proteine (TAFs), welche TATA-lose Promotoren erkennen.
Nun bindet ein TFIIA an den Promotor, welcher TFIID stabilisiert. Es assoziiert nun der TFIIB, welcher dafür sorgt, dass die Polymerase II gebunden werden kann. Der TFIIF führt nun die Polymerase II zum Promotor.
Letzten Endes fehlt noch der TFIIE, der das Andocken des TFIIH ermöglicht.
Der TFIIH besitzt Helikase- sowie Protein-Kinase-Aktivität. Die Helikase entwindet den DNA-Strang kurz vor und in der Polymerase. Letztere hingegen phosphoryliert die Carboxy-Terminale Domäne (CTD) der Polymerase, was nach dem Beginn des mRNA-Baus dazu führt, dass die Bindung des Präinitiationskomplexes mit dem Kernpromotor aufgelöst wird.

### Initiation
Bei der Bildung des Komplexes wird die DNA-Vorlage an das katalytische Zentrum der RNA-Polymerase herangeführt (RPB1/RPB2). Dies erleichtert die Bildung der ersten Phosphodiester-Bindung, womit die Transkription beginnt. Infolgedessen trennt sich die TFIIB-Untereinheit vom Präinitiationskomplex. Zu diesem Zeitpunkt kann die geöffnete Konfiguration immer noch in die geschlossene übergehen, wenn beispielsweise die ATP-Versorgung des TFIIH ausbleibt oder inhibierende Faktoren vorhanden sind.

### Trennung vom Promotor
Nun werden wie bei den Prokaryonten Nukleotide unter Spaltung von Pyrophosphat eingebaut. Die Bildung der zweiten Phosphodiesterbindung führt zu einer 3-Basen-mRNA, und die offene Schleife erstreckt sich nun von −9 bis +3 bezüglich Transkriptionsstart. Nach dem Einbau des vierten Nukleotids führt ein ATP-Mangel bei der TFIIH-Untereinheit nicht länger zu einem Kollaps der Schleife. Die Trennung vom Promotor ist nun nicht mehr rückgängig zu machen, die TFIIB-Untereinheit dissoziiert vom Gesamtkomplex. Während des Einbaus von Nukleotid fünf bis zehn wird eine Cap-Struktur am 5'-Ende der mRNA angebracht, die sie vor Enzymen schützt und ein Erkennungssignal für das Spleißen und den Transport aus dem Zellkern ist. Mit Nukleotid elf beginnt die Elongation und nur noch TFIIH bleibt mit der Polymerase komplexiert.